# Nevena Božović
Nevena Božović, coniugata Ivanović (in serbo Невена Божовић-Ивановић?; Kosovska Mitrovica, 15 giugno 1994), è una cantante serba.
Ha rappresentato la Serbia al Junior Eurovision Song Contest 2007 con il brano Piši mi, classificandosi terza con 120 punti, e poi, come parte dei Moje 3, ha rappresentato nuovamente la Serbia all'Eurovision Song Contest 2013 con il brano Ljubav je svuda, non riuscendo tuttavia a qualificarsi per la serata finale. Ha rappresentato la Serbia per una terza volta all'Eurovision Song Contest 2019 con il brano Kruna, classificandosi 18ª su 26 partecipanti nella finale.

## Carriera
Nel 2007, Nevena ha partecipato ad Izbor za dečju pesmu Evrovizije, l'allora processo di selezione nazionale per il Junior Eurovision Song Contest con il brano Piši mi. Nella serata finale del programma viene proclamata vincitrice, ottenendo il diritto di rappresentare la Serbia al Junior Eurovision Song Contest 2007 a Rotterdam. Alla manifestazione si classifica al terzo posto, donando alla Serbia uno dei suoi migliori risultati.
Nel 2009, dopo un anno di pausa dal panorama musicale, prende parte al festival musicale Sunčane Skale dove si è esibita con il brano Ti.
Nel 2012, ha preso parte alla seconda edizione di Prvi glas Srbije, versione serba del programma The Voice. Dopo aver superato le Battle Round, Nevena accede ai Live, fino ad arrivare alla finale, dove alla fine si piazza al secondo posto dietro alla vincitrice Mirna Radulović.
Nel 2013, insieme a Mirna Radulović e Sara Jovanović, rispettivamente vincitrice e terza classificata della seconda edizione di The Voice, fondano il gruppo musicale Moje 3. Il gruppo prende parte al Beosong 2013, l'allora processo di selezione nazionale per l'Eurovision Song Contest con il brano Ljubav je svuda. Nella serata finale del programma vengono proclamate vincitrici, ottenendo il diritto di rappresentare la Serbia all'Eurovision Song Contest 2013 a Malmö.
Il gruppo si è esibito nella prima semifinale della manifestazione, mancando la qualificazione alla finale, classificandosi undicesime con 46 punti, diventando le seconde artiste serbe a non superare le semifinali dopo Marko Kon e Milaan. Nel luglio dello stesso anno pubblica il singolo Pogledaj me.
Nel 2015, in occasione dell'Eurovision Song Contest 2015 a Vienna, è stata selezionata come membro della giuria nazionale della Serbia.
Nel 2019 ha partecipato a Beovizija, il processo di selezione serbo per la ricerca del rappresentante nazionale eurovisivo, presentando il suo nuovo inedito Kruna. Dopo aver superato la semifinale, nella serata finale del 3 marzo ha ottenuto il massimo dei punti dalla giuria ed è risultata la terza più televotata dal pubblico, ottenendo abbastanza punti per vincere il programma e diventare di diritto la rappresentante serba all'Eurovision Song Contest 2019 a Tel Aviv. Dopo essersi qualificata dalla prima semifinale del 14 maggio, si è esibita per ventitreesima nella finale del 18 maggio successivo. Qui si è classificata 18ª su 26 partecipanti con 89 punti totalizzati, di cui 54 dal televoto e 35 dalle giurie. È stata la più votata sia dal pubblico che dai giurati del Montenegro.

## Discografia

### Singoli
- 2007 – Piši mi
- 2009 – Ti
- 2010 – Nije fer
- 2013 – Ljubav je svuda (come parte delle Moje 3)
- 2013 – Pogledaj me
- 2013 – Znam da noćas gubim te
- 2014 – Tačka
- 2014 – Bal
- 2015 – Trebam tebe
- 2015 – Čujem da dolaziš u grad
- 2016 – Siesta
- 2017 – Jasno mi je
- 2017 – Dangerous Drug
- 2018 – Moja molitiva
- 2019 – What I'm Looking For
- 2019 – Kruna
- 2019 – The Crown - Eternal Light
- 2019 – Sanjam
- 2020 – Nestajem s vetrom
- 2020 – Ljubav u bojama